# Arrival (canción de ABBA)
«Arrival» es una pieza musical, sin letra aunque con coros, del grupo sueco ABBA (1976) incluida en su álbum Arrival. Fue compuesta, principalmente, por Benny Andersson y tuvo los títulos de «Fiol», Oda a «Dalecarlia» y «Llegada a Dalecarlia».

## Antecedentes
«Arrival» fue la segunda y última grabación del grupo que no contenía letra - «Intermezzo Nº 1» fue la primera el año anterior. La parte coral, influenciada en gran medida por la música folclórica sueca tradicional, fue compuesta por Benny Andersson y Björn Ulvaeus. Fue grabada el 30 de agosto de 1976 en el estudio de Metrónomo de Estocolmo. El título del álbum, Arrival, dio a esta pieza su nombre, y no a la inversa. Fue también una de las últimas pistas en ser grabadas para el álbum antes de su lanzamiento el 11 de octubre de 1976.
En 1983, una versión diferente, con letra, llamada «Belle» fue cantada por Daniel Balavoine y Anni-Frid Lyngstad ("Frida") formando parte del musical francés ABBAcadabra. También en 1983,  fue regrabada con letra diferente, y lanzada como «Time» por B. A. Robertson y Lyngstad.

## Versiones

### Versión de Mike Oldfield
En 1980, Mike Oldfield grabó una versión, que se encuentra en su álbum QE2. El material gráfico para el sencillo de Oldfield es una parodia del material gráfico del álbum Arrival de ABBA; el artista está en un helicóptero Bell 47G.

### Lista de canciones
1. «Arrival» – 2:46
2. «Polka» (en vivo en el tour European en 1980) – 3:34

- «Polka» consta de un popurrí de dos polkas irlandesas tradicionales: la primera parte de «The 42 Pound Checque» y la primera y segunda parte de «John Ryan's  Polka». Mike Oldfield reorganizó las partes de tal manera que va de la primera parte de «The 42 Pound Checque» a la segunda parte de «John Ryan's». Luego va de la primera parte de «John Ryan's» y regresa a la segunda parte de «John Ryan's» una vez más. El toca tres veces durante todo el popurrí, incrementando cada vez más el volumen de acompañamiento y percusión. También cambió el orden de los tonos a la clave G, cuando, tradicionalmente, son interpretados en clave D.

#### Créditos de Oldfield
- Mike Oldfield: Guitarras Eléctricas, Tambores africanos, Arpa Celta, Guitarra de Graves, Mandolina, Guitarra española, Sintetizadores, Palos de Ritmo Aborigen, Voces[1]
- David Hentschel: Sintetizadores, Tambores, Voz
- Maggie Reilly: Voz
- Cuerdas y Coro arreglados por David Bedford
- Director de Cuerdas: Dick Studt
- Coro: Coro inglés

### Otras versiones de cubierta, muestreo, etc.
- El cantante francés Michèle Torr hizo una versión y le añadió letra, bajo el título "J'aime".
- Petula Clark también grabó y cantó una versión con letra en francés, llamada "La Vallée".
- Scooter, un grupo de baile alemán tomo parte de "Arrival" en su canción "Roll Baby Roll" de su álbum The Stadium Techno Experience en 2003, alterando levemente algunos de sus acordes.
- La banda británica de rock The Darkness tocaba "Arrival" como pieza de apertura en sus giras.
- Sarah Brightman grabó una versión vocal para su álbum A Winter Symphony en 2008, con letra de Björn Ulvaeus que no había sido utilizada anteriormente. Esta letra fue escrita en 1999 con el propósito de incluirla en el musical Mamma Mia!.
- El tributo a ABBA, hecho por Björn Again, ha utilizado durante muchos años esta pieza musical como entrada al comenzar sus actuaciones.
- La banda alemana Gregorian hizo su versión de Arrival para el álbum Masters of Chant Chapter VII en 2009.